# Jan Tarło (1684–1750)
Jan Tarło herbu Topór (ur. w 1684 roku, zm. 5 stycznia 1750 roku w Opolu Lubelskim) 
– wojewoda sandomierski od 1736, wojewoda lubelski w latach 1719–1736, subaltern regimentarza generalnego koronnego w latach 1733–1735, szef regimentu łanowego w latach 1728–1750, generał-lejtnant wojsk koronnych w 1724 roku, podstoli wielki litewski, starosta krośnieński, kamieniecki, latyczowski i sokalski, starosta jasielski w 1722 roku, generał ziem podolskich w 1728 roku, ambasador Rzeczypospolitej w Państwie Kościelnym w 1726 roku.
W 1719 roku odznaczony Orderem Orła Białego.

## Życiorys
Był synem Stanisława Tarły – wojewody lubelskiego.
Kształcił się we Francji, przebywał m.in. na dworze Ludwika XIV. Był posłem na kilku sejmach, czterokrotnie marszałkiem Trybunału Głównego Koronnego. W 1717 roku został podstolim Wielkiego Księstwa Litewskiego. Poseł województwa sandomierskiego na sejm 1718 roku. Poseł na sejm z limity 1719/1720 roku z województwa sandomierskiego. W 1719 roku został wojewodą lubelskim, a 1736 roku sandomierskim. Generał-lejtnant wojsk koronnych. Brał czynny udział w konfederacji tarnogrodzkiej. Był członkiem konfederacji generalnej zawiązanej 27 kwietnia 1733 roku na sejmie konwokacyjnym. W 1733 roku podpisał elekcję Stanisława Leszczyńskiego. W czasie elekcji 1733 roku jako deputat królewski podpisał pacta conventa Stanisława Leszczyńskiego. Podczas wojny o sukcesję polską przystąpił do konfederacji dzikowskiej i stojąc jako regimentarz na czele wojsk koronnych zmierzających w kierunku oblężonego przez siły sasko-rosyjskie Gdańska przegrał 8 kwietnia lub 9 kwietnia 1734 starcie z armią rosyjską w bitwie pod Wyszyczynem. Popierał Stanisława Leszczyńskiego, a potem podjął próbę założenia własnego stronnictwa, z którym zwalczał stronnictwa Potockich i Familii. W czasie sejmu grodzieńskiego 1744, który mógł przeprowadzić aukcję wojska Rzeczypospolitej, Prusacy proponowali mu polską koronę, jednak odmówił. Mecenas sztuki i nauki, patron księdza Stanisława Konarskiego. Sponsor warszawskiego Collegium Nobilium oraz pierwszej w Polsce szkoły rzemieślniczej w Opolu Lubelskim. W 1744 roku odparł oblężenie swojego zamku w Złoczowie, który próbowały zdobyć połączone siły Czartoryskich, Wiśniowieckich i Radziwiłłów.
W późniejszym wieku zdążył poślubić o wiele młodszą od siebie czwartą żonę, Zofię z Krasińskich. W testamencie zostawił jej domenę Opola. Ona potem była II voto żoną Antoniego Lubomirskiego z Przeworska.
Pochowany w kościele pod wezwaniem pw. Wniebowzięcia Najświętszej Maryi Panny w Opolu Lubelskim, w którym znajduje się jego nagrobek.

## Kenotafium Jana Tarły w kościele Matki Boskiej Łaskawej w Warszawie

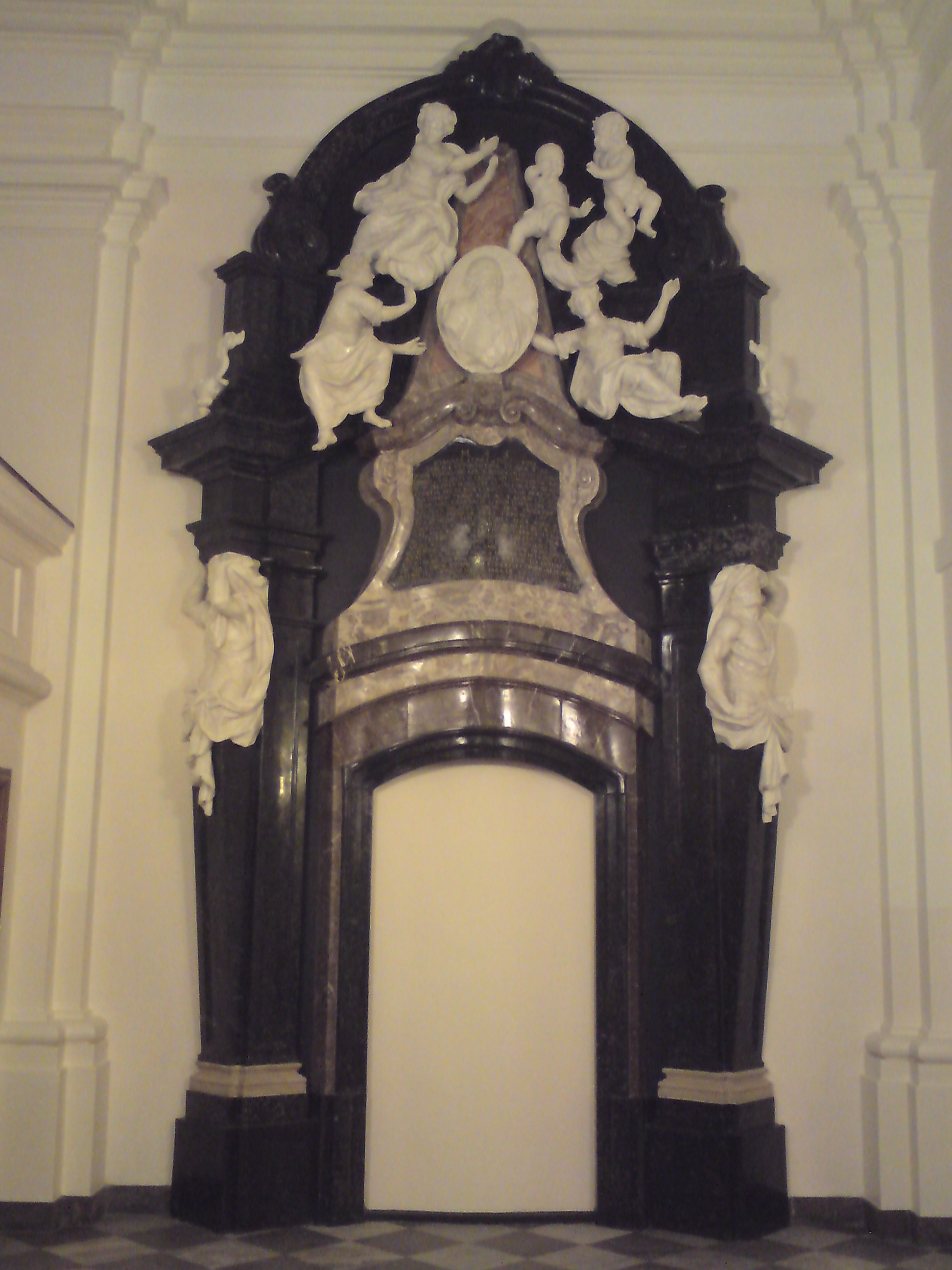
nagrobek symboliczny Jana Tarły, po scaleniu i konserwacji, 2010

Posiada nagrobek symboliczny w kościele Matki Bożej Łaskawej w Warszawie o.o. jezuitów. Pierwotnie wystawiony w kościele św. Pryma i Felicjana oraz Matki Boskiej Zwycięskiej. W 1834 po przekazaniu przez Iwana Paskiewicza kościoła św. Pryma i Felicjana na cerkiew prawosławną, przeniesiony do kościoła pojezuickiego (po kasacie jezuitów w 1773), przekazanego pijarom usuniętym z ich własnego kościoła.
Uważany za jedno z wybitnych dzieł rzeźby późnego baroku, pomnik powstał w pracowni Jana Jerzego Plerscha w latach 1752–1753 dla kościoła o.o. Pijarów. Rozebrany, przeniesiony a następnie ponownie złożony w 1864 r. przez Faustyna Cenglera w kościele o.o. jezuitów. Zniszczony w 1944, został poddany scaleniu i konserwacji w 2010.